# Carte de identitate moldovenească
Cartea de identitate moldovenească este un document de identitate, emis de Agenția Servicii Publice. Aceasta este eliberată cetățenilor care au domiciliul sau reședința în Republica Moldova, începând cu vârsta de 14 ani.
Începând cu aprilie 2025, a fost introdus un nou tip de carte de identitate electronică ce va înlocui treptat buletinul de identitate. Acesta permite accesul la servicii electronice guvernamentale și semnarea digitală a documentelor.

## Structură și conținut
Documentul este un card de plastic, de dimensiunile unui card bancar (85,6 mm x 53,98 mm).
Informațiile tipărite includ: denumirea statului emitent, numele complet ,sex, data nașterii, cetățenie, număr de identitate numeric, imagine facială, semnătură (de la 14 ani), autoritatea emitentă, data emiterii și expirării. În datele electronice sunt cele tipărite, semnătura electronică calificată, certificatele cheilor publice și date biometrice (imagine facială sau amprente).
Documentul nu mai include date privind domiciliul și reședința temporară pentru a evita necesitatea preschimbării documentului la schimbarea adresei.

## Valabilitate
Durata de valabilitate variază în funcție de vârsta titularului:
| Vârstă  | Valabilitate |
| ------- | ------------ |
| 0 - 7   | 4 ani        |
| 7 - 14  | 7 ani        |
| 14 - 70 | 10 ani       |
| 70+     | nelimitat    |

## Costuri
Cartea de identitate standard costă 290 de lei moldovenești, iar cartea provizorie eliberată în ziua solicitării costă 100 de lei moldovenești. Primele 1 milion de exemplare sunt gratuite. Documentele emise anterior rămân valabile până la expirarea acestora, fără a necesita preschimbarea imediată.
Cartea de identitate provizorie, emisă în regim de urgență, are aceeași valoare juridică pe teritoriul Republicii Moldova ca documentul permanent.

## Cartea de identitate până în 2025
Înainte de 2025, documentul era alcătuit din două componente: un card de plastic și o foaie verticală de hârtie, emise simultan. Ambele părți erau obligatorii și au valabilitate legală doar împreună.
Cartea de identitate moldovenească este emisă pentru următoarele perioade, în funcție de vârsta titularului:
- de la naștere până la 10 ani (opțional fără fotografie)
- de la 10 până la 16 ani;
- de la 16 până la 25 de ani;
- de la 25 de ani până la 45 de ani
- după 45 de ani, cartea se emite pe durată nelimitată.

Pe lângă expirarea valabilității în funcție de vârstă, cartea de identitate moldovenească trebuie actualizată și în următoarele situații:
- schimbarea numelui, prenumelui sau altor date personale (căsătorie, divorț, schimbare legală de nume);
- schimbarea domiciliului sau a reședinței sau cetățeniei;
- deteriorarea sau pierderea actului de identitate;
- modificarea aspectului fizic al titularului dacă identificarea devine dificilă
- solicitarea titularului sau dacă există greșeli în datele înscrise.

Cetățenii moldoveni cu vârsta până la 16 ani inclusiv pot primi cardul de identitate fără taxe. Toți cetățenii trebuie să achiziționeze un card de identitate:
- 130 de lei moldovenești pentru versiunea neelectronică (seria B)
- 700 de lei moldovenești pentru versiunea electronică (seria C).

## Evoluție
| An   | Mărime          | Informații față | Informații verso | Informații adiționale |
| ---- | --------------- | --- | --- | --- |
| 1996 | 105 x 74 mm     | - Fotografie și hologramă - Codul țării (MDA) - Titlul documentului - Numărul documentului - Prenume - Nume - Data nașterii - Sex - Locul nașterii - Tipul de sânge - Înălțimea - Culoarea ochilor - Data emiterii - ID-ul emitentului - Data expirării | În engleză și rusă: - Naționalitate - Cod Personal - Prenume - Nume - Patronim - Locul nașterii - Data nașterii - Sex - Data expirării - Cod de bare - Zonă de citire optică | Broșură de hârtie conține: - rezidența - stare civilă - stare militară Folosită și la vot. Prima carte a fost eliberată președintelui Mircea Snegur                            |
| 2013 | 86,5 x 54 mm    | - Fotografie și hologramă - Prenume - Nume - Cetățenie - Sex - Data nașterii - Data emiterii - Data expirării - ID-ul emitentului - Semnătură | În română și rusă: - Cod Personal - Tipul de sânge - Locul de reședință - Data înregistrării a locului de reședință - Cod de bare - Zonă de citire optică                    | Broșură de hârtie conține: - reședința temporară |
| 2015 | 85 x 54 mm      | - Fotografie alb-negru și hologramă - Prenume - Nume - Cetățenie - Sex - Data nașterii - Data emiterii - Data expirării - ID-ul emitentului - Semnătură                                                                                                 | În română și rusă: - Cod Personal - Tipul de sânge - Locul de reședință - Data înregistrării a locului de reședință - Cod de bare - Zonă de citire optică                    | Broșură de hârtie conține reședința temporară. Cardul este fabricat din policarbonat gravat cu laser. În efect de la 1 septembrie 2015.                                        |
| 2019 | 85 x 54 mm      | - Fotografie alb-negru și hologramă - Prenume - Nume - Cetățenie - Sex - Data nașterii - Data emiterii - Data expirării - ID-ul emitentului - Semnătură                                                                                                 | În română și rusă: - Cod Personal - Locul de reședință - Data înregistrării a locului de reședință - Cod de bare - Zonă de citire optică                                     | Broșură de hârtie conține reședința temporară. Cardul conține un chip de tip NFC. În efect de la 1 aprilie 2020.                                                               |
| 2025 | 85,6 x 53,98 mm | - Fotografie alb-negru și hologramă - Nume - Prenume - Sex - Cetățenie - Data nașterii - Nr. documentului - Data expirării - Semnătura - ID-ul emitentului                                                                                              | În română și engleză: - Autoritatea emitentă - Data emiterii - Numărul de identificare - Cod de bare - Chip - Zonă de citire optică - Cod QR                                 | Sunt excluse datele privind domiciliul și reședința temporară. În efect de la 1 aprilie 2025. Carte de identitate biometrică, care va putea fi utilizată în Uniunea Europeană. |

## Galerie

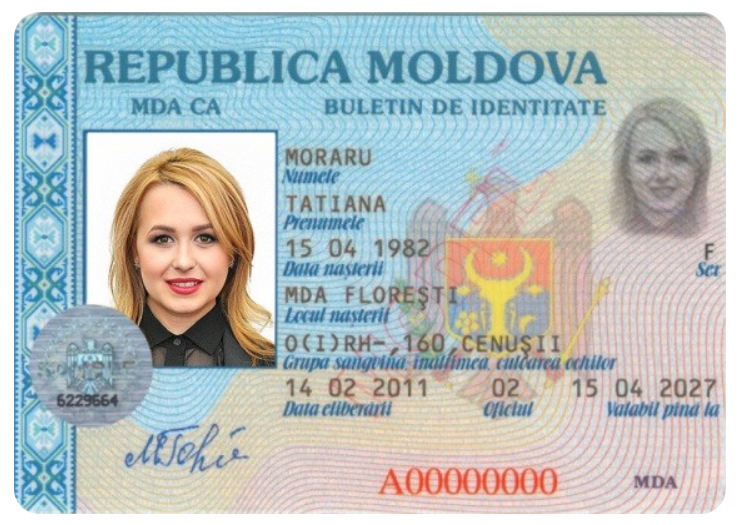
Față (1996)
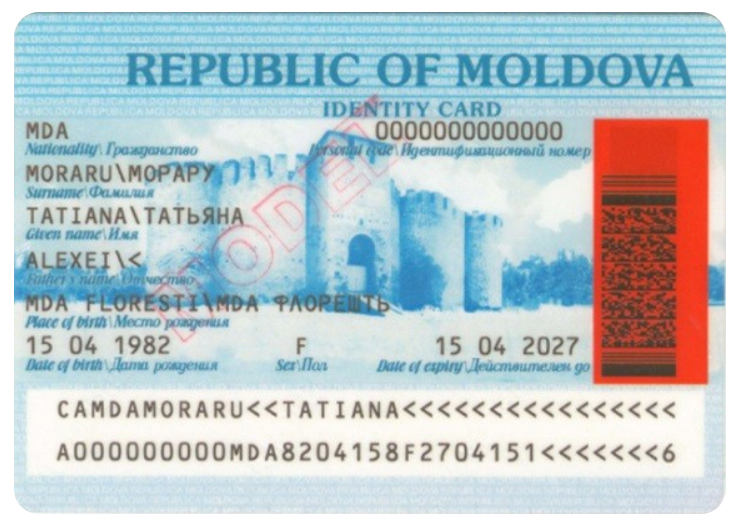
Spate (1996)
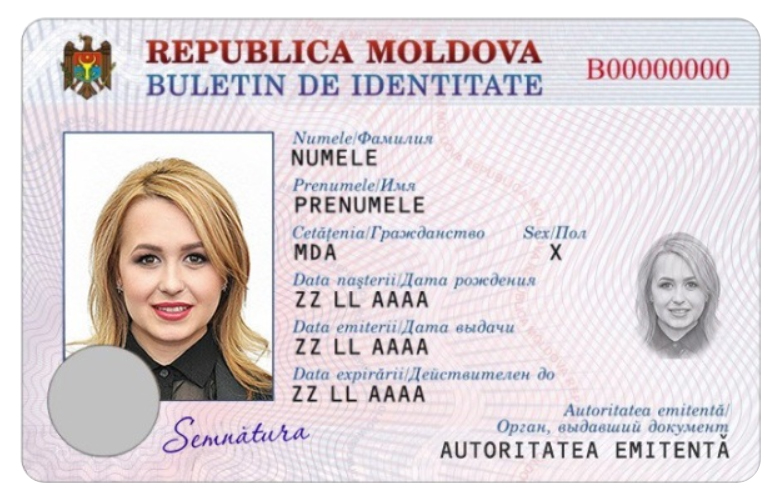
Față (2013)
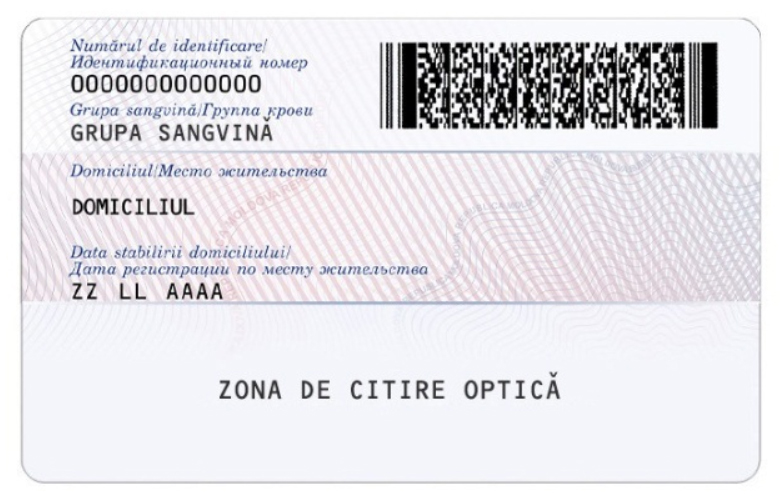
Spate (2013)
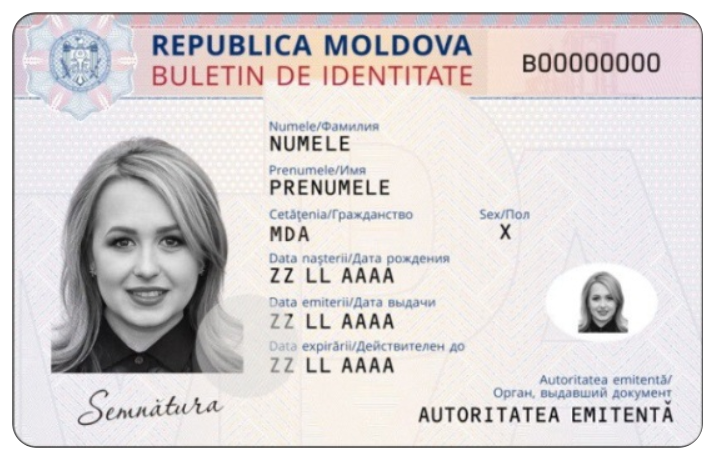
Față (2015)
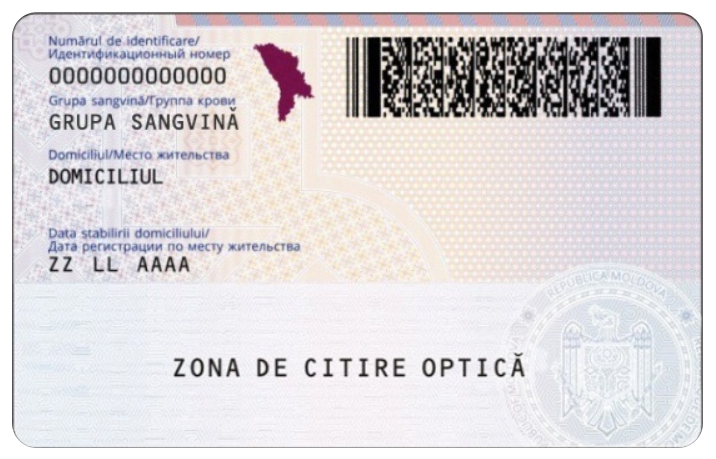
Spate (2015)
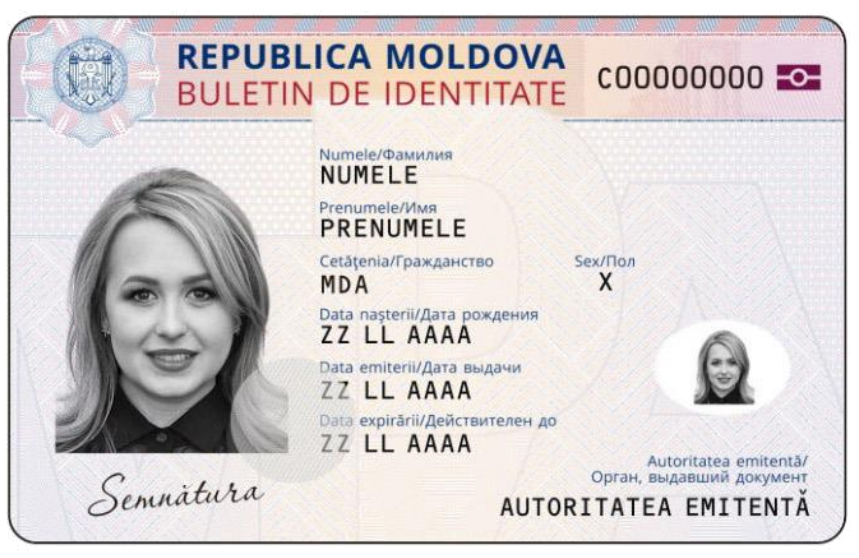
Față (2019)
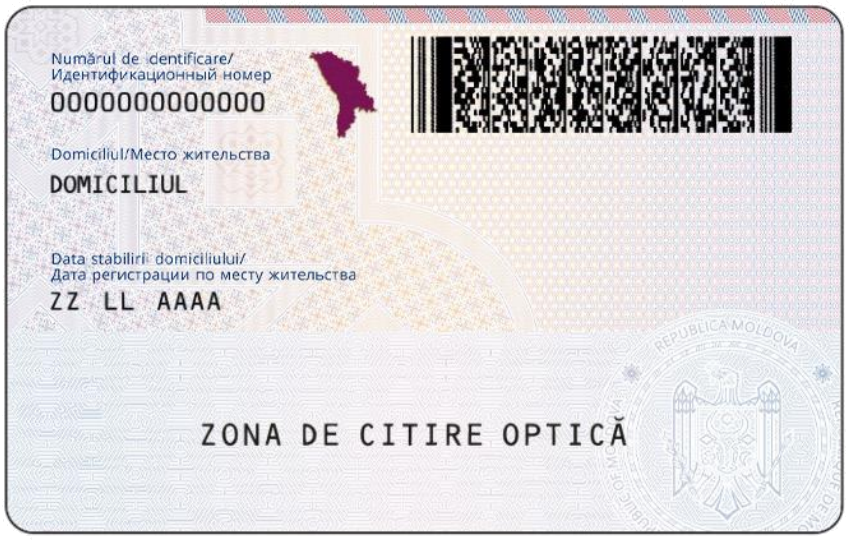
Spate (2019)
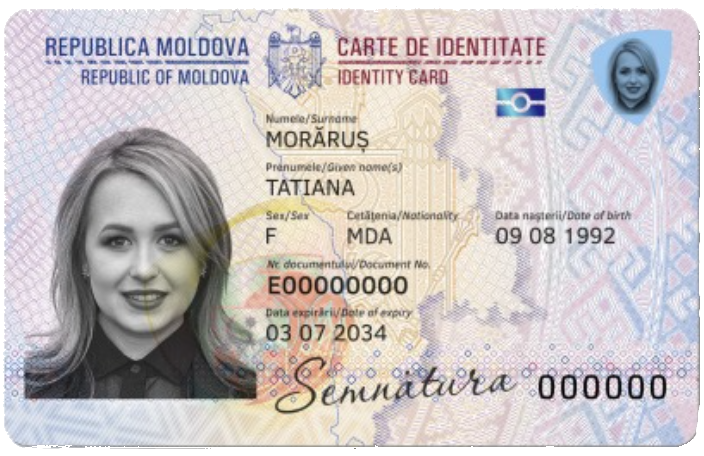
Față (2025)
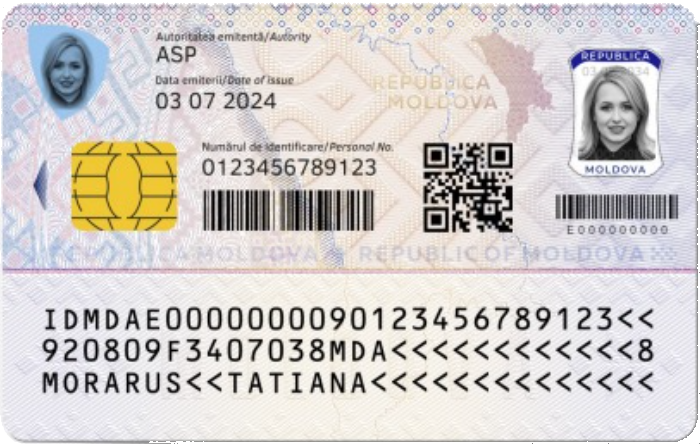
Spate (2025)